# 遠き落日
『遠き落日』（とおきらくじつ）は、渡辺淳一による野口英世の伝記小説。同名で映画化もされた。

## 概要
偉人としての野口英世ではなく「人間・野口英世」を描いた内容になっている。多くの伝記で取り上げることが憚られていた野口の借金癖や浪費癖なども隠さずに描いている。雑誌『野性時代』（角川書店）の1975年1月号から1978年7月号に連載され、1979年に単行本化、のち文庫化（角川文庫）された。1980年、第14回吉川英治文学賞受賞。

## 映画
新藤兼人の著作である『ノグチの母 野口英世物語』（小学館刊、1992年）とドッキングした原作内容になっている。シカ・英世母子の、壮絶な親子愛を描いている。渡辺の原作とは異なり、野口英世の性癖面での欠点はあまり描かれていない。

### 出演
- 野口シカ：三田佳子
- 野口英世：三上博史（少年時代：藤田哲也）
- 小林栄：仲代達矢
- 山内ヨネ子：牧瀬里穂
- 八子留太郎：田村高廣
- 野口佐代助：河原崎長一郎
- 北里柴三郎：長門裕之
- 渡部鼎：山城新伍
- 二瓶タケ：馬渕晴子
- 二瓶連一郎：篠田三郎
- 小林栄の妻：小林哲子
- メリー夫人：ジュリー・ドレフュス
- 八子弥四郎：尾美としのり
- 八子民：原知佐子
- 二瓶シズ：石野真子
- 血脇守之助：山本圭
- 松島屋クマ：岩本多代
- 松島屋長平：樋浦勉
- 石塚三郎：安藤一夫
- 堀：ベンガル
- 大学教授：仲谷昇
- 牧師：草薙幸二郎
- 下宿のおばさん：春川ますみ
- 井上博一、佐原健二、倉崎青児、藤本喜久子、野口ふみえ、尾羽智加子、酒井寿、伊澤麻里矢　ほか

### スタッフ
- 監督：神山征二郎
- 脚本：新藤兼人
- 原作：新藤兼人『ノグチの母 野口英世物語』、渡辺淳一『遠き落日』
- 音楽監督：林哲司
- オーケストラアレンジ：和田薫
- テーマ題字：黒柳徹子
- 撮影監督：飯村雅彦
- 美術：横尾嘉良
- 編集：井上治
- 照明：梅谷茂
- 録音：細井正次
- 整音：紅谷愃一
- 医事監修：渡邊武彦
- スペシャル・メイクアップスーパーバイザー：江川悦子
- 音響効果：斎藤昌利（東洋音響カモメ）
- マットペインティング：三瓶一信
- マットペインター：木村俊幸
- 殺陣：久世浩（久世七曜会）
- 刺青：栩野幸知
- アメリカ側プロダクション協力：インター・アーツ、Cornerstone Pictures
- アメリカロケ協力：ペンシルベニア大学、ニューヨーク、フィラデルフィア、Philadelphia Society of the Preservation of Landmarks
- 海外ロケ協力：全日本空輸
- アメリカ撮影協力：野口医学研究所
- ガーナ撮影協力：日本・ガーナ友好協会
- 日本ロケ協力：福島県、猪苗代町、喜多方市、会津若松市　ほか
- 資料提供：野口英世記念館、野口英世記念会
- 合成・タイトル：マリンポスト
- MA：にっかつスタジオセンター
- 現像：IMAGICA
- 制作協力：大船撮影所
- 製作協力：角川書店
- 企画：中川好久
- 製作総指揮：奥山和由、小田久栄門
- プロデューサー：田沢連二、永井正夫
- 配給：松竹
- 製作：松竹、テレビ朝日、東急グループ

### 主題歌
- 和田アキ子「愛、とどきますか」

### 受賞歴
- 第10回ゴールデングロス賞優秀銀賞、特別賞[2]
- 第16回日本アカデミー賞最優秀主演女優賞（三田佳子）[3]
- 第5回日刊スポーツ映画大賞・石原裕次郎賞 主演女優賞（三田佳子）
- 第47回毎日映画コンクール日本映画優秀賞